# ألبرت مونجيتا
ألبرت لايك مونجيتا (بالإنجليزية: Albert Mongita)‏ وُلد عام 1916 وتُوفيَّ عام 1985. كان ممثلًا وكاتبًا مسرحيًا ورسامًا ومخرج أفلامٍ ومخرجًا مسرحيًا من جمهورية الكونغو الديمقراطية والتي كانت تُعرف بزائير سابقًا. يُعتبر مونجيتا أحد قادة الحركة المسرحية الوطنية في العقود التي تلت الحرب العالمية الثانية.

## الحياة المبكّرة والتعليم
وُلد ألبرت مونجيتا في الثامن من آذار/مارس 1916 في إريبو بالكونغو البلجيكية . عندما كان يبلغ من العمر عامًا واحدًا، انتقلت عائلته إلى ليوبولدفيل (كينشاسا حاليًا). بعد ست سنواتٍ في المدرسة الابتدائية وسنتين في مدرسةٍ مهنيةٍ، التحقَ ألبرت بالمدرسة الإعدادية سانت جوزيف وقضى فيها خمس سنوات، ثمّ عمل فيها خمس سنواتٍ أخرى قبل أن يُغادر للعمل في إدارة البريد. انضمَّ في عام 1949 إلى راديو الكونغو البلجيكي كمحرر ومذيع.

## المسيرة المهنية
بعد كتابة العديد من الرسومات، أصبح ألبرت مهتمًا بالمسرح، فانضمَّ إلى رابطة الخريجين لآباء شوتس (بالإنجليزية: Alumni Association of the Fathers of Scheuts)‏ في ليوبولدفيل أوائل الخمسينيات من القرن الماضي وأصبح فيما بعد ناشطًا في المجال المسرحي. نظَّمَ ألبرت مع صديقهِ أندري سكوي (بالفرنسية: André Scohy)‏ العديد من المهرجانات المسرحية الشعبية وجولاتٍ إلى ليوبولدفيل بمساعدةٍ من مجموعات مسرحية أجنبية. كتب ألبرت مونجيتا عدة مسرحيات بالفرنسية لمجموعته المسرحية الرابطة الشعبية الكونغولية (بالفرنسية: La ligue folklorique congolaise)‏، بما في ذلك مسرحيّة سوكو ستانلي تي (بالفرنسية: Soko Stanley te)‏ التي عُرضت في ليوبولدفيل في عام 1954 وذلك في الذكرى الخمسين لوفاة هنري مورتون ستانلي، كما عُرضت مسرحيّة أخرى بعنوان ليفوكو (بالفرنسية: Lifoco)‏ أمام الحاكم العام ليو بيتيلون في عام 1955.
في بداية الخمسينيات من القرن الماضي، ظهرَ نادي سينمائي كونغولي في ليوبولدفيل، وبموجب التعليمات البلجيكية فقد ساعد مونجيتا في تصوير فيلم درس السينما (بالفرنسية: La Leçon de Cinéma)‏ الذي عُرض عام 1951. معظم أعضاء النادي الكونغوليين فشلوا في إخراج أو صناعة أيّ أفلامٍ بعد الاستقلال وهو ما يُشير إلى أن تدريبهم لم يكن شاملاً على الرغم من أن مونجيتو قدم فيلمًا وثائقيًا واحدًا في عام 1963.

## قائمة أعماله

### الأعمال المسرحية
| السنة | العنوان                 | العنوان الأصلي             | ملاحظات                                         |
| ----- | ----------------------- | -------------------------- | ----------------------------------------------- |
| 1956  | مانجينجانج              | Mangengenge                | هي مسرحيّةٌ نُشرت في شكل نسخٍ عام 1956              |
| 1957  | سوكي ستانلي: لا كوينزين | Soki Stanley, La Quinzaine | نُشرت هذه المسرحيّة بشكل رسمي عام 1957            |
| 1964  | نجومبي                  | Ngombe                     | نُشر هذا العمل المسرحيّ بشكلٍ متسلسلٍ طوال عام 1964 |

### الأفلام
| السنة | العنوان               | العنوان الأصلي         | ملاحظات |
| ----- | --------------------- | ---------------------- | --- |
| 1951  | درس السينما           | La Leçon de Cinéma     | شارك ألبرت في إنتاج هذا الفيلم البلجيكي الكونغولي مع مخرجين آخرين إلى أن أُفرج عنه عام 1951                  |
| 1963  | لي تامس تامس دو كونغو | Les tams-tams du Congo | عمل ألبرت على إخراج هذا الفيلم لوحده وهو الفيلمُ الوحيد الذي أخرجه بعد استقلال الكونغو عن المُستعمِر البلجيكي. |